# Gentianella profusa
Gentianella profusa là một loài thực vật thuộc họ Gentianaceae. Đây là loài đặc hữu của Ecuador. Môi trường sống tự nhiên của chúng là vùng cây bụi nhiệt đới hoặc cận nhiệt đới vùng đất cao.